# Пољопривреда Русије
Пољопривреда у Русији је важан део привреде Руске Федерације. Пољопривредни сектор је преживео озбиљан транзициони пад почетком 1990-их, јер се борио да се трансформише из командне економије у систем оријентисан на тржиште. Након распада Совјетског Савеза 1991. године, велике колективне и државне фарме – окосница совјетске пољопривреде – морале су да се суоче са изненадним губитком канала за маркетинг и снабдевање које је гарантовала држава и променљивим правним окружењем које је створило притисак за реорганизацију и реструктурирање. За мање од десет година залихе стоке су се смањиле за половину, смањивши потражњу за житарицама за животиње, а површина засађена житарицама опала је за 25%.
Употреба минералног ђубрива и других купљених инпута је нагло опала, што је довело до смањења приноса. Већина фарми више није могла да приушти куповину нове машинерије и друге капиталне инвестиције. Након скоро десетогодишњег периода пада, руска пољопривреда је доживјела постепено побољшање. Девалвација рубље 2014. и увођење санкција подстакли су домаћу производњу 2016. Русија је премашила нивое производње житарица у Совјетској Русији и те године постала највећи светски извозник пшенице. Последњих година Русија се поново појавила као велика пољопривредна сила, упркос томе што се такође суочава са разним изазовима.
Геополитичке анализе прилагођавања климатским променама предвиђају велике могућности за руску пољопривреду током остатка 21. века како се обрадивост Сибира повећава. Очекује се да ће управљање миграционим токовима, унутрашњим и међународним, бити централни аспект процеса.

## Преглед статистике производње
Поред мањих производња осталих пољопривредних производа, статистика производње у 2018. години обухвата следеће:
- Био је 3. највећи светски произвођач пшенице (72,1 милиона тона), други после Кине и Индије
- Био је највећи светски произвођач шећерне репе (42 милиона тона), која служи за производњу шећера и етанола
- Био је трећи највећи светски произвођач кромпира (22,3 милиона тона), други после Кине и Индије
- Био је највећи светски произвођач јечма (17 милиона тона)
- Био је 2. највећи светски произвођач семена сунцокрета (12,7 милиона тона), други после Украјине
- Био је 13. највећи светски произвођач кукуруза (11,4 милиона тона)
- Био је највећи светски произвођач овса (4,7 милиона тона)
- Био је 12. највећи светски произвођач парадајза (2,9 милиона тона)
- Био је 4. највећи светски произвођач купуса (2,5 милиона тона), други после Кине, Индије и Јужне Кореје
- Био је 2. највећи светски произвођач сувог грашка (2,3 милиона тона), други после Канаде
- Био је трећи највећи светски произвођач ражи (1,9 милиона тона), други после Немачке и Пољске
- Био је 10. највећи светски произвођач уљане репице (1,9 милиона тона)
- Био је 8. највећи светски произвођач јабуке (1,8 милиона тона)
- Био је 4. највећи светски произвођач краставца (1,6 милиона тона), други после Кине, Ирана и Турске
- Био је 9. највећи светски произвођач лука (1,6 милиона тона)
- Био је 4. највећи светски произвођач шаргарепе (1,4 милиона тона), други после Кине, Узбекистана и Сједињених Држава
- Био је трећи највећи светски произвођач бундеве (1,1 милион тона), други после Кине и Индије
- Био је 2. највећи светски произвођач хељде (931 хиљада тона), други после Кине
- Био је трећи највећи светски произвођач лана (557 хиљада тона), други после Казахстана и Канаде
- Био је 4. највећи светски произвођач сланутка (620 хиљада тона), други после Индије, Аустралије и Турске
- Био је највећи светски произвођач рибизле (398 хиљада тона)
- Био је 4. највећи светски произвођач трешње (268 хиљада тона)
- Био је 8. највећи светски произвођач сочива (194 хиљаде тона)
- Произведено 4 милиона тона соје
- Произведено 1,9 милиона тона лубенице
- Произведено 1 милион тона пиринча
- Произведено 627 хиљада тона грожђа

## Клима
Русија доживљава екстремне температуре зими и лети, а летње падавине су мале. Многи региони Русије имају шест месеци снежног покривача сваке године и на овим местима подземље често може бити трајно замрзнуто. Најплоднији региони су у јужним деловима земље између Казахстана и Украјине који се на руском називају чернозем („црна земља“). Нешто више од 7% укупне земље у земљи је обрадиво, од чега се 60% користи за обрадиве површине, а остатак за пашњаке.
Геополитичке анализе прилагођавања климатским променама предвиђају велике могућности за руску пољопривреду током остатка 21. века како се обрадивост Сибира повећава. Очекује се да ће управљање миграционим токовима, унутрашњим и међународним, бити централни аспект процеса.

## Смањење обрадивих површина
Промене које су почеле крајем 20. века у великој мери су утицале на пољопривреду. Пољопривредна производња је нагло смањена и дошло је до значајног смањења обрадивих површина у низу региона.
Пољопривредници су незадовољни лошим условима рада и живота. Број сеоских насеља се константно смањује због лоших услова. На пример, за 2 године (од 1. јануара 2017. до 1. јануара 2019.) изумрло је 721 село (од 18101 до 17380). Бројним мерама владе последњих година приватни пољопривредници су у односу на деведесете године постали релевантан нови стуб руске пољопривреде.
| Хиљаде км 2 | 920,76 | 670,61 | 889,52 | 1219,12 | 1177,1 | 1025,4 | 854,19 | 758,37 | 751,88 | 793,19 |

## Власништво и структура газдинства
Након што је Совјетски Савез колективизовао свој пољопривредни сектор током Стаљинових година и до 1980-их, већина пољопривредног земљишта у Русији била је у државном власништву, а прелазак на тржишно оријентисану економију морао је да почне приватизацијом земљишта и пољопривредних добара. Руски програм приватизације пољопривреде може се пратити уназад до 1989–90, када је совјетско законодавство под Горбачовом дозвољавало, прво, стварање недржавних пословних предузећа у облику задруга и друго, легализовано приватно власништво над земљом од стране појединаца (Закон о земљишној реформи из новембра 1990). Док су кућне парцеле које су обрађивали запослени у колективним фармама и други сеоски становници играли кључну улогу у руској пољопривреди од 1930-их, закон који је омогућавао независне приватне фарме ван колективистичког оквира усвојен је тек у новембру 1990. године.
Након Закона о сељачким газдинствима, усвојеног децембра 1990. године, уследили су закони и уредбе које су дефинисале правно организационе форме великих пољопривредних предузећа, правне аспекте својине на земљишту и процедуре за оверу и остваривање права својине. Наиме, пољопривредно земљиште је денационализовано, а његово власништво (заједно са власништвом над другим пољопривредним добрима) законски је прешло са државе у власништво колхоза. Али у исто време влада је увела десетогодишњи мораторијум на куповину и продају земљишта у приватном власништву.
Ново правно окружење створило је очекивања међу западним научницима и руским заговорницима реформи да ће се породичне фарме појавити у великом броју и да ће велике колективне фарме бити реструктурисане. Али, како се испоставило, мало сељака је било заинтересовано за оснивање индивидуалних фарми, а пракса управљања и пословања у великим пољопривредним предузећима остала је углавном непромењена упркос формалној реорганизацији. Приписиван је недостатак ентузијазма за стварање приватних фарми  на неадекватну руралну инфраструктуру, која није пружала услуге прераде и маркетинга за мале произвођаче, као и на страх да би породице које самостално штрајкују могле изгубити право на социјалне услуге које је традиционално пружало локално газдинство уместо општине.
Почевши од 1993. године, приватизоване колхозне и совхозне јединице постале су корпоративне фарме. Ова газдинства су законски реорганизована у обична акционарска друштва, друштва са ограниченом одговорношћу или пољопривредно-производне задруге и предата су, обично у целини, у заједничко власништво пољопривредника и пензионера. Ове фарме су наставиле да раде углавном као и под совјетским системом. Данас је израз „корпоративно газдинство“ свеобухватна фраза која описује различите организационе облике који су настали у процесу приватизације без расподеле физичких парцела земље појединцима.
У дијаметралној супротности са корпоративним фармама је сектор индивидуалних фарми, који се састоји од традиционалних домаћинстава и новоформираних сељачких газдинстава.
Реформа закона о земљишту из 2002. године, коју је спровела администрација председника Владимира Путина, захтевала је да власништво над некретнинама од сада следи власништво над припадајућом земљишном парцелом дато искључиво право куповине или закупа државног земљишта власнику приложеног објекта дао приватним власницима објеката на земљишним парцелама у власништву других приватних лица право прече куповине земљишта и забранио будућу приватизацију непокретности без истовремене приватизације припадајуће парцеле.
Руску пољопривреду данас карактеришу три главне врсте фарми. Два од ових типова газдинстава – корпоративна газдинства и парцеле – постојале су током целог совјетског периода (први су у основи наследници совјетских колективних (колхоза) и државних (совхозних) фарми). Трећа врста – сељачка газдинства – почела је да се поново појављује тек после 1990. године, током постсовјетске транзиције. Еволуција руске пољопривреде од 1990. године показује значајну промену ресурса и производње од раније доминантних корпоративних фарми у индивидуални пољопривредни сектор. Током 2006. године, кућне парцеле и сељачке фарме заједно контролисале су око 20% пољопривредног земљишта и 48% стоке, у односу на 2% пољопривредног земљишта и 17% стоке 1990. године. Удео појединачног сектора у бруто пољопривредној производњи повећао се са 26% у 1990. години на 59% у 2005. години. Производећи 59% пољопривредне производње на 20% земљишта, индивидуална газдинства постижу много већу продуктивност од корпоративних фарми.
Удео пољопривредног земљишта, број стоке и бруто пољопривредна производња за фарме различитих типова (у процентима одговарајућих укупних) 
| Индикатор                | Тип фарме          | 1990 | 1995 | 2000 | 2005 | 2013 |
| ------------------------ | ------------------ | ---- | ---- | ---- | ---- | ---- |
| Пољопривредно земљиште   | Корпоративне фарме | 98   | 90   | 87   | 80   | 61   |
|                          | Домаћинске парцеле | 2    | 5    | 6    | 10   | 26   |
|                          | Сељачке фарме      | 0    | 5    | 7    | 10   | 12   |
| Стока                    | Корпоративне фарме | 83   | 70   | 60   | 52   |      |
|                          | Домаћинске парцеле | 17   | 29   | 38   | 44   |      |
|                          | Сељачке фарме      | 0    | 1    | 2    | 4    |      |
| Пољопривредна производња | Корпоративне фарме | 74   | 50   | 43   | 41   |      |
|                          | Домаћинске парцеле | 26   | 48   | 54   | 53   |      |
|                          | Сељачке фарме      | 0    | 2    | 3    | 6    |      |

Током 2004. године, сељачке фарме чиниле су 14,4% укупне производње жита у Русији (у односу на 6,2% у 1997.), 21,8% семена сунцокрета (у односу на 10,8% пет година раније) и 10,1% шећерне репе (3,5% у 1997. ). Корпоративне фарме су произвеле остатак ових усева, са једва икаквим доприносом од малих кућних парцела. Међутим, на кућним парцелама, са максималном величином од 2 hectares (4,9 acres), произведено је 93% кромпира у земљи и 80% поврћа, било за породичну потрошњу или за продају на локалним пијацама. Они су такође произвели 51% млека и 54% меса у 2003. години, а остало је углавном долазило са привредних газдинстава (допринос сељачких фарми сточарској производњи био је занемарљив).

### Домаћинске парцеле
Како су парцеле за домаћинство добиле више земље у процесу реформе, њихов удео у пољопривредној производњи Русије се повећао са 26% укупне вредности у 1990. на 53% у 2005. Према истраживању спроведеном у три руска села, повећање земљишних поседа и пољопривредне производње утростручило је номинални породични приход са 512 рубаља месечно 1997. на 1.525 рубаља месечно 1999. године (ово укључује и готовински приход и вредност храну коју је породица конзумирала са своје кућне парцеле). Промена породичног прихода је надмашила инфлацију, повећавши се за 18% у реалном смислу ( Индекс потрошачких цена је порастао за 252% између 1997. и 1999. ). Овај реални раст породичних прихода смањио је проценат сеоских домаћинстава која живе у сиромаштву са 29% у 1997. на 17% у 1999.

## Датуми садње и жетве
Сезона садње озимих усева траје скоро три месеца. Кампања сетве почиње у августу на северу и напредује ка југу, а завршава се крајем октобра у јужним провинцијама. Пролећна садња зрна у европској Русији обично почиње у априлу и напредује од југа ка северу. „Летњи“ усеви—углавном кукуруз (кукуруз) и сунцокрет—се сеју последњи, а садња се приближава завршетку крајем маја или почетком јуна. Жетва стрних житарица (углавном пшенице и јечма) креће се од југа ка северу и почиње крајем јуна на крајњем југу Русије. Жетве су у пуном јеку почетком јула и углавном се завршавају средином до краја августа. Жетва кукуруза и сунцокрета почиње у септембру и траје до октобра. (Погледајте регионалне календаре усева.)
У региону пролећне пшенице, садња обично почиње у мају. Прво се сеје зоб, затим пшеница, па јечам. Садња се завршава до јуна. Јара пшеница напредује кроз репродуктивну фазу средином јула, када се температуре пењу на своје највише нивое, а зрна су најподложнија топлотном стресу. Жетва житарица почиње крајем августа и траје до октобра. Није неуобичајено да значајан део руског усева житарица – милиони хектара у неким годинама – остане непожњевен, углавном због неповољних временских услова током жетвене кампање. У просеку године, 10 процената површина засађених за јару пшеницу буде напуштено у поређењу са 97 процената површине озиме пшенице у земљи.

## Сектори – историјски

### Житарице
Русија је 2016. добила и премашила нивое совјетске производње житарица, и те године постала највећи светски извозник пшенице.

## Фарме
Док је пољопривредна политика у Русији била лоше структурисана и углавном неуспешна, неки основни трендови су помогли да се створе снаге за промене. Први је да су приходи од државних пореза опадали, а самим тим и капацитет потрошње за пољопривредну политику. Укупни федерални трансфери пољопривреди пали су са 10% на 4% БДП-а од 1992. до 1993. године, а буџетирани трансфери за 1994. су око 5% БДП-а.
У последњих пет година дошло је до побољшања ситуације са пољопривредним кредитима у Русији – барем за неке фарме – углавном захваљујући субвенцијама савезне владе. Национални пројекат за пољопривреду дао је подстицај расту малих фарми. Током 2006. године, 36 милијарди рубаља кредита је добило више од 100.000 прималаца (у поређењу са 3,4 милијарде рубаља кредита за 2.500 зајмопримаца у 2005. години). Традиционалне фарме и личне парцеле играју важну улогу у сектору, обезбеђујући више од 87 одсто укупне производње.
Држава нуди кредите у натури, при чему се семе, ђубриво и други инпути обезбеђују у замену за жито пожњевено на крају сезоне, иако се коришћење кредита у натури наводно смањује. Влада такође даје субвенције за куповину хемикалија за заштиту биља и ђубрива, и субвенционише две трећине каматне стопе на кредите комерцијалних банака, које дају већину кредита за пољопривреду. Банке остају опрезне и инсистирају на одређеним праксама управљања фармама и минималном нивоу употребе инпута пре одобравања кредита (политика која је, према неким посматрачима, имала значајан позитиван ефекат на укупну ефикасност у пољопривредном сектору), али је поверење банака повећано. све поузданијим гаранцијама регионалних управа које стабилност производње хране виде као високи приоритет. Банке препознају инхерентни ризик у финансирању пољопривреде, али такође виде пољопривреду као мање ризичну од других индустрија и генерално су спремне да позајмљују новац солвентним фармама којима се добро управља.
Преко педесет процената руских фарми је, међутим, већ оптерећено значајним дугом, делом због несразмера између цена житарица и трошкова производње, а неколико фарми је у стању да понуди довољно колатерала за обезбеђење кредита. Као резултат тога, многе фарме су принуђене да се ослањају на спољне инвеститоре да гарантују зајмове. Ови инвеститори, који се често називају холдинг компаније, обично су велике, богате готовином, традиционално непољопривредне компаније које су се укључиле у пољопривреду у последњих пет година. Неки су посматрали производњу усева као потенцијално високо профитабилан подухват, а други су радили на томе да гарантују сировине за вертикално интегрисане операције прераде хране.
Холдинг компаније поседују средства која задовољавају потражњу банака за колатералом, а фарма која прима комерцијални зајам уз помоћ холдинг компаније и даље испуњава услове за субвенцију федералних камата. Многе холдинг компаније, посебно оне које су пољопривреди привукле високе цене житарица током 2000. године, изгубиле су интересовање за биљну производњу након две године ниских цена и спасавају се. Улагања у биљну производњу се не исплаћују брзо, за разлику од улагања у трговину. Иако неке холдинг компаније и даље задовољавају променљиву профитабилност пољопривреде и наставиће да раде са фармама, неколико истакнутих аналитичара робе сматра да свеукупно учешће великих компанија у пољопривреди опада.
То значи да су тренутни изгледи за значајна, дугорочна улагања у пољопривреду – посебно куповину пољопривредне механизације и објеката за складиштење жита – донекле слаби. Земљишна реформа се развија у Русији откако је 1993. установљено основно право на поседовање пољопривредног земљишта, али „власници земљишта“ још увек нису у могућности да користе земљиште као колатерал за обезбеђење кредита. Ситуација, међутим, није она која се може брзо или лако решити само законодавством.
Тренутно не постоји механизам који би омогућио банкама да процене вредност земљишта на основу његове продуктивности пре него што дају кредите, а банке би вероватно биле неспремне да користе земљиште као колатерал без обзира на законе. Штавише, постоје ограничења за непољопривредну употребу земљишта које се тренутно користи за пољопривреду: ако се земљиште користи у друге сврхе, власник губи право на земљиште. Ово намеће ограничење на "поновну продају" земљишта, а заузврат и његову вредност. Чини се да је коришћење земљишта као колатерала далека перспектива.

## Инвестиције
Улагања у фиксни капитал у оквиру пољопривредног сектора износила су 10,17 милијарди долара у 2010. години, што је 3,3% укупних инвестиција у националну економију Русије. Највише инвестиција се догодило у корпоративној пољопривреди, где је око 47,2% инвестиција додељено у производне зграде и 36,4% у машине и технолошку опрему. Финансирање инвестиција је подељено сопственим средствима (49%) и екстерним средствима (51%).

### Државни инвестициони програм
У децембру 2006. Државна дума је усвојила закон који захтева да се државни програм за улагања у пољопривреду доноси сваких пет година. Ово је први од тих програма. Између 2003. и 2007. године, пољопривреда је добијала подршку од 37,1 милијарди рубаља годишње.

## Управљање и економија руске пољопривреде
Како су непољопривредни сектори брже расли након распада Совјетског Савеза, удео пољопривреде у укупном БДП у Русији је смањен са 14,3% у 1991. на 4% у 2011. години. Пољопривредни сектор је чинио 6,71% укупне запослености у 2015.
Значај руског извоза житарица на глобалном тржишту, посебно у вези са уљарицама и пшеницом, значио је да су током руске инвазије на Украјину 2022. санкције и прекиди трговине из Украјине изазвали значајно повећање глобалних цена житарица, а неки коментатори сугеришу да је рат би изазвало прехрамбену кризу 2022.

## Штеточине

### Фусариа
Европска база података о Фусаријуму Луксембуршке збирке микробних култура садржи информације о фузаријама пронађеним у земљи према датуму узорка, врсти, хемотипу и домаћину (и претходном усеву ако је познато).